# 森啓 (グラフィックデザイナー)
森 啓（もり けい、1935年 - ）は、日本のグラフィックデザイナー。森啓デザイン研究室主宰。女子美術大学大学院客員教授。日本大学大学院芸術学研究科非常勤講師。専門は、グラフィックデザイン史、書体設計、タイポグラフィ。

## 来歴
東京都生まれ。日本大学芸術学部美術学科卒業。桑沢デザイン研究所講師、明星大学日本文化学科教授、女子美術大学教授を歴任。2005年から女子美術大学大学院客員教授。

## 主な作品制作・編集制作
- 日経サイエンス アートディレクション（1971年 - 1993年）
- 三菱製紙株式会社 印刷用紙見本帳 アートディレクション（1972年 - 1993年）
- リョービ書体スペシメンブック 編集制作 アートディレクション（1983年）
- リョービイマジクス アステ誌編集 アートディレクション（1983年 - 1994年）

## 主な受賞歴
- 日本出版学会学会賞特別賞（2003年）

## 主な著作・編著・共著
- 世界デザイン史（美術出版社 1996年）
- 活字の歴史と技術（全2巻）（樹立社 2005年）
- デザイン原論（女子美術大学 2008年）